# Camilla Wislander
Camilla Maria Wislander, tidigare Häverby, född 25 september 1964, är en svensk tidigare landslagsspelare i handboll.

## Klubblagsspel
Camilla Wislander spelade under sin elitkarriär för Tyresö HF. Med klubben vann hon två SM-guld men vid 25 års slutade hon spela handboll då maken Magnus Wislander blev proffs i Tyskland. 2002 vid 38 års ålder gjorde hon comeback i Partille IF.

## Landslagsspel
Camilla Wislander spelade 30 ungdomslandskamper åren 1980 till 1983 för Sverige och stod för 87 mål i dessa. Hon avslutade med U20-VM där Sverige kom sexa efter att ha förlorat med 15-29 mot Bulgarien i matchen om femte/sjätte plats.
Hon debuterade redan den 18 september 1981 i A-landslaget mot Island i Nueenhaus i Västtysland. Hon spelade sedan 57 landskamper och gjorde 75 mål. Hon spelade aldrig i en mästerskapsturnering och även om Sverige närmade sig toppen så var det inte förrän 1990 som Sverige lyckades kvalificera sig för VM. Camilla Wislander spelade sin sista landskamp den 11 mars 1989 mot Sovjetunionen.